# S Aurigae
S Aurigae är en kolstjärna i stjärnbilden Kusken. Den har magnitud 8,2-13,3 och klassificeras som en variabel stjärna av halvregelbunden typ. Ljusstyrkan varierar med en period av 590,1 dygn.